# 3335 Quanzhou
3335 Quanzhou eller 1966 AA är en asteroid i huvudbältet som upptäcktes den 1 januari 1966 av Purple Mountain-observatoriet i Nanjing, Kina. Den är uppkallad efter den kinesiska staden Quanzhou.
Asteroiden har en diameter på ungefär 10 kilometer och den tillhör asteroidgruppen Eunomia.